# Ернест Грав'є
Ернест Грав'є (фр. Ernest Gravier, 26 серпня 1892, Монбеньї — 14 березня 1965, Сен-Ремі-де-Прованс) — французький футболіст, що грав на позиції захисника, зокрема за клуб «СА Парі» та національну збірну Франції.

## Клубна кар'єра
У дорослому футболі дебютував 1910 року виступами за команду «СА Парі», в якій провів десять сезонів. 1920 року ставав у її складі володарем Кубка Франції. 
Протягом 1920—1921 років захищав кольори клубу «Ред Стар», а завершував ігрову кар'єру у команді «Сет», за яку виступав протягом 1921—1926 років.

## Виступи за збірну
1911 року дебютував в офіційних матчах у складі національної збірної Франції. Протягом наступних 14 років провів у її формі 11 матчів.
У складі збірної був учасником футбольного турніру на домашніх Олімпійських іграх 1924 року.
Помер 14 березня 1965 року на 73-му році життя у Сен-Ремі-де-Прованс.

## Титули і досягнення
- Володар Кубка Франції (1):

«СА Парі»: 1919-1920